# 張憲載
張憲載（？—？），中國清朝武官官員，本籍陝西。行伍出身的張憲載於1697年（康熙36年）奉旨接替衛聖疇，於台灣地區擔任台灣水師協副將。而隸屬台灣鎮之下的此官職是台灣清治時期中的這階段，全台灣的海防軍事層級最高武將，其統帥三營兵力，約數千名水師兵勇。
| 前任： 衛聖疇 | 台灣水師協副將 1697年上任 | 繼任： 董大功 |